# CBSサタデーモーニング
『CBSサタデーモーニング（CBS Saturday Morning）』（旧称『CBSディス・モーニング・サタデー（CBS This Morning Saturday）』）は、アメリカ合衆国のテレビネットワークであるCBSで土曜日の朝に放送されるニュース番組。現在、ミシェル・ミラー、ダナ・ジェイコブソン、ジェフ・グロールがアンカーを務めている。
番組名は、平日の対応するものへの変更に合わせて、その存在を通じて何度か変更されたが、その形式は、CBSの平日朝の番組とは別に、そして徐々に進化してきた。

## スケジューリング
土曜日の放送の現地放送時間は、同じタイムゾーン内であっても、放送局ごとに大幅に異なるが、番組の放送は東部標準時間の7:00から9:00まで行われる。一部の市場では、地元のCBS系列局が土曜日の番組を先取りすることを選択し（通常は週末朝のローカルニュース放送を延長するため）、代わりにデジタルサブチャンネルまたは姉妹局で放映するか、全く放送しない場合がある。
中部標準時のほとんどのCBS系列局は、土曜日版をテープ遅延で放送する朝の系列局とは異なり、中部標準時6:00〜8:00まで土曜日版を生放送している。これは、東部・中部の両タイムゾーンで放送される唯一の朝の番組であるが、土曜日版は、残りのタイムゾーンでテープ遅延で放送される。

## 歴史

### CBSニュース サタデーモーニング（1997年〜1999年）
CBSは、1997年9月13日に最初の土曜日朝のニュース番組を開始させ、土曜日朝の子供向け番組ラインナップを『Think CBS Kids』として刷新した。『CBSニュース サタデーモーニング（CBS News Saturday Morning）』と題された当番組は、元々、ラス・ミッチェルと、1998年に離任した元下院議員のスーザン・モリナーリ、続いて1998〜1999年にドーン・ステンスランド＝メンテがアンカーを務めた。
初年度は、月曜日から金曜日のオリジナル『CBSディス・モーニング』より1時間遅れて、東部標準時8:00から生放送された。ただし、平日の放送が行われたCBS放送センターの同じスタジオを拠点としていた。番組は、1998年9月に東部標準時7:00枠（平日版と同じ）に移動した。多くのCBS加盟局は、様々な時間帯に『CBSニュース サタデーモーニング』『ザ・サタデー・アーリー・ショー（The Saturday Early Show）』を放送した。ただし、一部の系列局は、朝のローカルニュース番組を放送することを支持して土曜日版を先取りすることを選択し、一部の系列局は、全国番組の先取りを補うために、ニュース放送が9:00より前に終了した場合、ネットワークの土曜日朝の子供向け番組ブロックを後で放送することを選択したが、これは現在の番組の繰り返しでも当てはまる。
1999年までに、当番組は「セカンド・カップ・カフェ（Second Cup Café）」の旗の下で一連の音楽パフォーマンスを開始した（当時、アメリカのフランチャイズが少数あったカナダを拠点とするセカンド・カップカフェチェーンとは関係ない）。

### ザ・サタデー・アーリー・ショー（1999年〜2008年）
土曜日版の制作は1999年後半にゼネラルモーターズ・ビルディング (マンハッタン)に移され、平日と土曜日の番組が『ジ・アーリー・ショー』ブランドでリニューアルされた。ラス・ミッチェルは、サリア・アシュラス（1999年〜2002年）、グレッチェン・カールソン（2002年〜 2005年）、トレイシー・スミス (ジャーナリスト)（2005年〜2007年）と共同アンカーを務め続けた。ジェフ・グロールとクリス・ラギーは、2007年にマギー・ロドリゲスと共同アンカーを務めた。2008年、ロドリゲスが平日版に異動した際、特派員のベティ・グエン、ケリー・コビエラ、ケリー・ウォレスが穴を埋めた。
この形式では、通常、ローカルニュースの更新を提供していない放送局で週末（または少なくとも土曜日）朝のニュース番組に通常割り当てられるスタッフが不足しているため、ニュースと天気のカットインが許可されていたが、全ての系列局がローカルニュースの更新を提供している訳ではない。あるいは、アンカー間の非公式の対話コーナーがカットインに割り当てられた時間中に表示され、ローカルニュースの更新を提供しなかった放送局の天気カットイン中にアメリカ国内の様々な都市のグラフィカルな気象情報が表示された。天気予報のアンカーであるアイラ・ジョー・フィッシャーと、最初はロニー・クインが、スタジオの建物の外にいる聴衆と会話しながら、いくつかの予報のナレーションを提供した。その後、グラフィックは音楽に設定されて放送された。

### 土曜日の『ジ・アーリー・ショー』（2008年〜2012年）
2008年、『ザ・サタデー・アーリー・ショー』は、平日版に沿って、単に『ジ・アーリー・ショー』としてブランド化され始めた。この頃、当番組はWCBS-TVのアンカーであるクリス・ラギーとエリカ・ヒルがアンカーを務め始め、2010年末の平日の大刷新まで放送された。2011年1月8日、ラス・ミッチェルはレベッカ・ジャービスとの共同アンカーに戻り、WCBS-TVの主任ウェザーキャスターであるロニー・クインは引き続きウェザーアンカーを務め、『CBSモーニングニュース』のアンカーであるベティ・グエンはニュースアンカーを務め、月に1回、土曜日に共同アンカーを務めた。

### CBSディス・モーニング・サタデー（2012年〜2021年）
『CBSディス・モーニング』として平日の番組が復活した後、2012年1月14日に『CBSディス・モーニング・サタデー（CBS This Morning Saturday）』としてリニューアルされた。ラス・ミッチェルは番組を降り、継続中のレベッカ・ジャービスと共にジェフ・グロールに取って代わられたが、土曜日版では当初、平日版と同じ形式の変更は見られず、ベティ・グエンが最初に番組のニュースキャスターとして、ロニー・クインが気象キャスターとして同年後半まで続いた。ソファも一時的にメインセットに移され、ホストが特定のコーナーを担当したが、平日版の「EyeOpener」は2014年6月14日まで土曜日版に導入されなかった。
グロールが『CBSイブニングニュース』の日曜日版アンカーに指名された後、番組は、アンソニー・メイソン (ジャーナリスト)、チップ・リード、ジム・アクセルロッド、モーリス・デュボア、ジェームス・ブラウン (スポーツキャスター)、バイロン・ピッツ、ベン・トレーシー、リー・コーワン、メージャー・ギャレット、セス・ドアン、ジョン・ディッカーソン (ジャーナリスト)、ジョン・ミラー (警察官)、トニー・ドクピルなど、様々な男性記者・特派員を隔週土曜日に交代で起用し始めた。最終的にメイソンは、最初はジャービス、次にヴィニータ・ネアー、アレックス・ワグナー、そして後にミシェル・ミラーとダナ・ジェイコブソンと共に、恒久的な土曜日版アンカーとなった。
2019年5月に部門再編が行われ、グロールは『CBSイブニングニュース』から引退した後、同年6月22日に『CBSディス・モーニング・サタデー』に復帰し、平日版に異動したメイソンに取って代わった。その時点で、CBSニュースの幹部は、当番組は内部的に「SATMO」（「サタデーモーニング（Saturday Morning）」のように）と呼ばれ、おそらく番組の最初の反復からの引き継ぎであると述べた。
他のネットワーク朝の番組の週末版と同様に、平日よりもヒューマンインタレスト記事に重点を置いていたが、それでも、主に最初の30分間のその日のニュースに焦点を当てている。平日版から削除されたモーニングショーのジャンルの一般的な特集のいくつかを保持しているが、インディーズのアーティストに益々焦点を当てている前述の「セカンド・カップ・カフェ」の音楽特集（後に「サタデー・セッションズ（Saturday Sessions）」に改名）など、非定型のアプローチを持つものもある。料理コーナーは最終的に、シェフやレストラン経営者のプロフィールを特徴とする「ザ・ディッシュ（The Dish）」に置き換えられた。
通常形式の例外として、2013年2月2日（第47回スーパーボウルの前日）に平日版アンカーチームがニューオーリンズ（同試合がメルセデス・ベンツ・スーパードームで開催された場所）から、単に『CBSディス・モーニング』（『CBSディス・モーニング・サタデー』の代わり）としてブランド化され、両時間の冒頭に「EyeOpener」を含む平日版と同様の形式で行われた。

### CBSサタデーモーニング（2021年〜現在）
2021年8月31日、CBSは、平日朝の番組『CBSモーニングス』の刷新の発表と共に、土曜日版の番組名を『CBSサタデーモーニング』に変更することを発表した（9月7日の平日版のリニューアルに続く9月11日版は、『CBSディス・モーニング・サタデー』として放映されたが、殆どの地域でアメリカ同時多発テロ事件発生20周年報道のため部分的に横取りされた）。平日版と同様に、制作は、バイアコムCBSの本社であるタイムズスクエアのワン・アスター・プラザにある新しく命名された「スタジオ1515」に移された。名前とスタジオの変更にも関わらず、番組は『CBSディス・モーニング・サタデー』として放送された殆どの場合と同じ形式を維持し、グロール、ジェイコブソン、ミラーはアンカーのままである。
ブランド変更された『CBSモーニングス』と『サタデーモーニング』はどちらも、『CBSサンデーモーニング』と密接に関連しており、後者の太陽のロゴと「アブラセン」トランペットファンファーレバージョンの使用、AntfoodによるCBSの5つの音階のニーモニックが含まれる。

## 出演者

### 現在のアンカー
- ミシェル・ミラー（英語版）（2018年〜現在）
- ダナ・ジェイコブソン（英語版）（2018年〜現在）
- ジェフ・グロール（2007年、2012年、2019年〜現在）

### 過去の出演者

#### アンカー
- ラス・ミッチェル（英語版）（1997年〜2007年、2011年）
- スーザン・モリナーリ（英語版）（1997年〜1998年）
- ドーン・ステンスランド＝メンテ（英語版）（1998年〜1999年）
- サリア・アシュラス（英語版）（1999年〜2002年）
- グレッチェン・カールソン（2002年〜2005年）
- トレイシー・スミス (ジャーナリスト)（英語版）（2005年〜2007年）
- マギー・ロドリゲス（英語版）（2007年〜2008年）
- クリス・ラギー（2007年、2008年〜2010年）
- ケリー・ウォレス（英語版）（2008年）
- エリカ・ヒル（英語版）（2008年〜2010年）
- レベッカ・ジャービス（英語版）（2012年〜2013年、現：ABCニュース）
- ベティ・グエン（英語版）（2010年、現：ニューヨーク市のWPIX）
- アンソニー・メイソン (ジャーナリスト)（英語版）（2012年〜2019年）[8]
- ヴィニータ・ネアー（英語版）（2013年〜2016年）
- アレックス・ワグナー（英語版） （2016年〜2018年、現：Showtime『ザ・サーカス:地球上で最大の政治ショーの内部（英語版）』共同ホスト）

#### ニュースアンカー
2008年〜2009年までの土曜日版では、様々な代替ニュースアンカーが起用された。
- トレイシー・スミス（2002年〜2005年）
- ジェフ・グロール（2009年〜2010年）
- レベッカ・ジャービス（2010年）
- ベティ・グエン（2010年、2011年〜2012年）

#### 気象アンカー
- アイラ・ジョー・フィッシャー（英語版）（1996年〜2006年）
- ロニー・クイン（英語版）（2006年〜2012年、現在：ニューヨーク市のWCBS-TV）